# Impression de montagne et d'eau
Pour plus de détails, voir Fiche technique et Distribution.
Impression de montagne et d'eau (chinois : 山水情 ; pinyin : shānshuǐ qíng) est un court métrage d'animation chinois réalisé par Te Wei en 1988 aux studios de cinéma d'art de Shanghai. C'est un film sans paroles qui utilise la technique du lavis animé. Le court métrage a remporté plusieurs prix dans des festivals d'animation à travers le monde.

## Synopsis
Un vieux musicien traverse une rivière sur la barque d'une jeune fille qui joue de la flûte. En abordant sur l'autre rive, le vieil homme est pris d'un malaise. La jeune fille l'emmène chez lui pour le soigner. Pour le remercier de son aide, le musicien, une fois guéri, lui apprend à jouer de l'instrument qu'il transporte avec lui, un guqin. Tous deux deviennent amis, jusqu'au moment du départ du vieil homme, qui offre son instrument en cadeau à son hôte avant de s'en aller au loin.

## Fiche technique
- Titre : chinois : 山水情 ; pinyin : shānshuǐ qíng
- Titre français : Impression de montagne et d'eau
- Réalisation : Te Wei
- Scénario : Wang Shuchen
- Musique : Jin Fuzai
- Dessins (personnages) : Wu Shanming
- Technique du lavis animé : Duan Xiaoxuan
- Animation : Sun Zongqing, Yao Xin, Lu Chengfa, Xu Jianguo, Jin Zhongxiang
- Photographie : Duan Xiaoxuan, Lou Ying
- Studio de production : Studios de cinéma d'art de Shanghai
- Pays de production :  Chine
- Langue : aucune (sonore sans dialogues)
- Durée : 19 minutes

## Production
Le film emploie la technique du lavis animé mise au point par Te Wei en 1960 pour le court métrage Les Têtards à la recherche de leur maman ; cette technique permet d'animer des peintures traditionnelles réalisées à l'encre de Chine et à l'aquarelle. L'animation du film nécessite environ 12 000 peintures et 20 000 photographies.

## Distinctions
Impression de montagne et d'eau remporte plusieurs prix dans des festivals d'animation internationaux. En 1988, il remporte le Prix du Festival de films d'animation de Shanghai. En 1989, il reçoit le Grand prix du Festival d'animation de Beijing. En 1990, il est récompensé par le Prix du meilleur court métrage au Festival de films de Montréal. En 1992, il reçoit le Prix du meilleur film au Festival du film d'animation de Bombay.

## Éditions en vidéo
En 2005, Impression de montagne et d'eau a été édité en DVD en Chine par les studios de cinéma d'art de Shanghai dans un double DVD Chinese Classic Animation - Te Wei Collection  où il est regroupé avec trois autres courts métrages réalisés par Te Wei (Le Général vaniteux, La Flûte du bouvier et Les Têtards à la recherche de leur maman).
En octobre 2004, Impression de montagne et d'eau a été édité en DVD en France par Les Films du Paradoxe dans un recueil intitulé Impression de montagne et d'eau et autres histoires..., où il est regroupé avec trois autres courts métrages chinois également produits aux studios de cinéma d'art de Shanghai (La mante religieuse et L'épouvantail de Hu Jinqing et Les singes qui veulent attraper la lune de Zhou Keqin). Le DVD est réédité en 2006, augmenté de trois autres courts métrages (Les Têtards à la recherche de leur maman de Te Wei, L'aigrette et l'huître de Hu Jiqing et Les trois moines de Ah Da).